# Пенкульская волость
Пенкульская волость (латыш. Penkules pagasts) — одна из территориальных единиц Добельского края.
Находится на Земгальской равнине Среднелатвийской низменности.
Граничит с Наудитской, Бенской, Букайшской, Терветской и Аурской волостями своего края.
Наиболее крупные населённые пункты Пенкульской волости: Пенкуле (волостной центр), Скуяйне, Вецвагарес, Балдонас, Алаве, Абелес, Сеяс, Эзерини.
По территории волости протекают реки: Ауце, Говайнис, Ригава, Алаве, Югла, Скуяйне.
Наивысшая точка: 72,6 м.
Национальный состав: 78 % — латыши, 8,2 % — литовцы, 5,6 % — русские, 5,5 % — белорусы, 1,4 % — поляки, 1,1 % — украинцы.
Волость пересекают автомобильная дорога Ауце — Елгава и железнодорожная линия Рига — Ренге.
Протяжённость государственных дорог — 37 км, местных — 50 км.

## История
В XII веке на территории волости находились поселения земгалов, в XIII веке она находилась во владении Ливонского ордена, позднее входила в состав Курляндского герцогства и Курляндской губернии.
В 1935 году территория Наудитской волости составляла 62,5 км², на ней проживал 1351 человек.
После Второй мировой войны были организованы 7 колхозов, позднее объединённые в крупный колхоз «Пенкуле» (с 1991 года ООО «Пенкуле»).
В 1945 году в Пенкульской волости Елгавского уезда были образованы Пенкульский и Алавский сельские советы. В 1949 году произошла отмена волостного деления и Пенкульский сельсовет входил в состав Ауцского (1949—1959) и Добельского (1959—2009) районов.
В 1961 году был произведён обмен территориями с Терветским сельским советом.
В 1990 году Пенкульский сельсовет был реорганизован в Пенкульскую волость. В 2009 году, по окончании латвийской административно-территориальной реформы, Пенкульская волость вошла в состав Добельского края.
В 2007 году в волости находилось 41 экономически активное предприятие, Пенкульская основная школа, библиотека, дом культуры, образовательно-информационный центр, врачебная практика, почтовое отделение.